# Johann Christian Wilhelm Wendt
Johann Christian Wilhelm Wendt, J.C.W. Wendt, född 16 september 1778 i Eckernförde, död 4 mars 1838 i Köpenhamn, var en dansk läkare. Han var far till trädgårdsmästaren Frantz Wendt.
Efter att ha studerat kirurgi i Eckernförde på Christians Plejehus, kom Wendt 1798 till Köpenhamn, blev 1801 student, avlade kirurgisk examen 1802 och blev därefter assisterande läkare vid Almindelig Hospital och docent i naturlära vid Veterinærskolen, 1803 bataljonskirurg, 1804 läkare vid Vartov och distriktsläkare, och samma år avlade han medicinsk examen. År 1812 blev han medicinalrevisor, 1813 övermedikus vid Almindelig Hospital, 1817 titulär professor, 1823 hedersdoktor vid Kiels universitet och 1832 stabskirurg vid Landmilitæretaten. 
Wendt förbättrade hygienen och medicinförsörjningen i danska armén, utarbetade den första militärfarmakopén (1813) och gav Almindelig Hospital högre anseende än tidigare, så att de studerande sökte undervisning på sjukhuset; han var en mycket verksam medlem av kommissionerna for inrättande av ett garnisonssjukhus i Köpenhamn och för Köpenhamns fattigväsens omorganisation. Han skrev en mängd artiklar, bland annat inom medicinsk historia. Han var mycket beläst och ägde ett ovanligt stort bibliotek.